# Route nationale 468
Die N468 war von 1933 bis 1973 eine französische Nationalstraße, die zwischen Longvic und der N83 südöstlich von Sellières verlief. Ihre Länge betrug 73 Kilometer. Bei Longvic verlief die Straße an einem Militärflugplatz entlang. 1953 wurde die Straße für eine Flughafenerweiterung gesperrt. Die Straße bis zum Flughafen wurde dadurch zu einem Seitenast der N396 umnummeriert. 1967 wurde die Lücke durch eine Straße auf der anderen Uferseite des Canal de Bourgogne wieder geschlossen.